# Иво Уотс-Ръсел
Иво Уотс-Ръсел (на английски: Ivo Watts-Russell) е британски музикален продуцент и изпълнителен директор на звукозаписна компания. Той е съосновател с Питър Кент на независимата звукозаписна компания 4AD. Прави няколко записа, въпреки че предпочита да използва термина „музикален директор".

## Ранни години
Уотс-Ръсел е роден в Единбург, Шотландия, като най-малкото от осемте деца на майор Дейвид Уотс-Ръсел и Джина Спинола (по баща Бейкър). Той „никога не е имал емоционална връзка“ с нито един от родителите си и е израснал „в порутено имение в Нортхамптъншър в атмосфера на почти викторианска студенина“. Получава образованието си в училището в родното си село Аондъл (Oundle). Неговият дядо по бащина линия, капитан Артър Егертън Бърч, от Гвардията на Колдстрийм (син на колониалния администратор сър Артър Нонъс Бърч), взима фамилното име на майка си на 21-годишна възраст, тъй като тя е от благородническата фамилия Уотс-Ръсел, преди от Айлам Хол, Стафордшър. Капитан Артър Егертън Уотс-Ръсел се жени за Силвия Гренфъл от фамилията на Бароните Гренфъл, чрез която Иво Уотс-Ръсел е братовчед на военния поет Джулиан Гренфъл.
От малък е изложен на разнообразна музика от шоу мелодии до ска, и предпочита Джими Хендрикс, Спирит и антихипи колажа на Франк Запа и албума We're Only in It for the Money.
През 1977 г. той се присъединява към британската независима звукозаписна компания Бегарс Банкуит Рекърдс в началото на основаването ѝ.

## Кариера
В края на 1979 г. Иво Уотс-Ръсел и Питър Кент – служители на магазина и лейбъла Бегарс Банкуит (Beggars Banquet) основават в Лондон звукозаписна компания с името Аксис Рекърдс (като албума на Джими Хендрикс), собственост на Бегарс Банкуит Рекърдс. След първите четири сингъла на Аксис в началото на 1980 г. става ясно, че името вече се използва от друга музикална компания и името е променено на 4AD, съкращение на думата forward („напред“). По-късно същата година Уотс-Ръсел и Кент изкупуват дела на Бегарс Банкуит, за да станат независими. Първоначалната идея за лейбъла им е, че ще бъде „тестова площадка" за Бегарс Банкуит; успешните групи ще преминат към Бегарс след една година в 4AD. Единствената група, която следва този път, е Баухаус, която подписва с Бегарс Банкуит в края на 1980 г., преди Уотс-Ръсел и Кент да изкупят лейбъла напълно. Двамата са съсобственици около година. Кент продава своя дял на Уотс-Ръсел в края на 1981 г. Уотс-Ръсел запазва собствеността върху лейбъла и действа като негов президент до края на 90-те години.
Лейбълът става известен през 80-те години с издаването на албуми от алтернативен рок, постпънк, готик рок и дрийм поп изпълнители, като Баухаус, Кокто Туинс, Модърн Инглиш, Дед Кен Денс, Clan of Xymox, Пиксис, Троуинг Мюзис и собственият музикален проект на Уотс-Ръсел Дис Мортал Койл. През 1987 г. лейбълът отбелязва международен хит със сингъла за денс музика „Pump Up the Volume“ от уникалния проект M|A|R|R|С . 4AD продължават да имат успех през 1990-те и 2000-те години с издания на Брийдърс, Лъш, Бели, Ред Хаус Пейнтърс, Camera Obscura, TV он дъ Рейдио, Сейнт Винсънт и Бон Айвър.
Една от по-известните продукции на Уотс-Ръсел е дебютният албум на Кокто Туинс Gardlans. (Името на Иво носи водещата песен от албума им Treasure от 1984 г.). Той също ръководи Дис Мортал Койл, като пише и подбира песни, както и състав за всяка песен, а понякога свири на клавишни. Няколко години след издаването на последния студиен албум на Дис Мортал Койл той основава и продуцира групата Хоуп Блистър, която издава два албума: ...smile's OK (1998) и Underarms (1999). Въпреки че 4AD първоначално пускат Underarms като CD с ограничено издание, през 2005 г. го преиздават като Underarms and Sideways, чийто втори диск има седем ремикса от Маркус Гюнтер.
Получава нервна криза през 1994 г. и продава своята половина от 4AD на Мартин Милс през 1999 г. Мести се в пустинния аванпост Лами южно от град Санта Фе, Ню Мексико (САЩ), само със своите кучета за компания, където живее и до днес.